# Wi-Fi Protected Setup
Wi-Fi Protected Setup (WPS, původně Wi-Fi Simple Config) je v informatice označení pro standard v počítačových sítích, který umožňuje snadno zabezpečit domácí bezdrátovou síť Wi-Fi. Představen byl v roce 2006 firmou Cisco. Cílem technologie bylo umožnit vysoké zabezpečení bezdrátové sítě pomocí WPA PSK i laickým uživatelům bez vkládání dlouhé heslové fráze. Přístupový bod (AP) Wi-Fi sítě normálně neumožňuje připojení cizím osobám, protože neznají dlouhou heslovou frázi. Stisknutím WPS tlačítka na přístupovém bodu však může jeho majitel umožnit krátkodobě zabezpečené připojení jakéhokoliv zařízení i bez vkládání této dlouhé heslové fráze.

## Zranitelnost
V prosinci 2011 byla objevena zranitelnost v rozšíření WPS o osmimístný PIN, při jehož použití je připojované zařízení do zabezpečené bezdrátové sítě bez dalšího připojeno. Několikahodinový útok hrubou silou umožňuje zjistit PIN a tím i heslovou WPA PSK frázi potřebnou k připojení do napadené bezdrátové sítě. Majitelům bezdrátových zařízení je doporučeno vypnout WPS, což však nemusí být na některých zařízeních možné. Zařízení vyrobená po roce 2012 touto zranitelností již netrpí.